# Liệt Tử
Liệt Tử (列子) là sách của Liệt Ngữ Khấu (列禦寇), hay người truyền học thuyết của Liệt Ngữ Khấu, soạn ra. Sách có tám quyển, sau nhà Đường, nhà Tống đặt tên là "Xung hư chân kinh" (冲虚真经) hay "Xung hư chí đức chân kinh" (沖虛至德真經).

## Khái niệm chủ yếu
- "Cao sơn lưu thủy" (Non cao, nước chảy) - trong chương Thang Vấn (湯問), lúc Bá Nha (伯牙) đánh đàn, Chung Tử Kỳ nói: "Nga nga hề nhược Thái Sơn, dương dương hề nhược giang hà = Vòi vọi cao thay như núi Thái, mênh mông thay như sông chảy (峨峨兮若泰山、洋洋兮若江河)".